# Карл Ворнер
Карл Девітт Ворнер (англ. Karl DeWitt Warner; 23 червня 1908 — 5 вересня 1995) — американський легкоатлет, який спеціалізувався в бігу на короткі дистанції.

## Із життєпису
Олімпійський чемпіон в естафеті 4×400 метрів (1932).
Ексрекордсмен світу в естафеті 4×400 метрів.

## Основні міжнародні виступи
| Рік  | Змагання         | Місто        | Місце | Дисципліна |
| ---- | ---------------- | ------------ | ----- | ---------- |
| 1932 | Олімпійські ігри | Лос-Анджелес | 1     | 4×400 м    |